# Кавай (аніме)

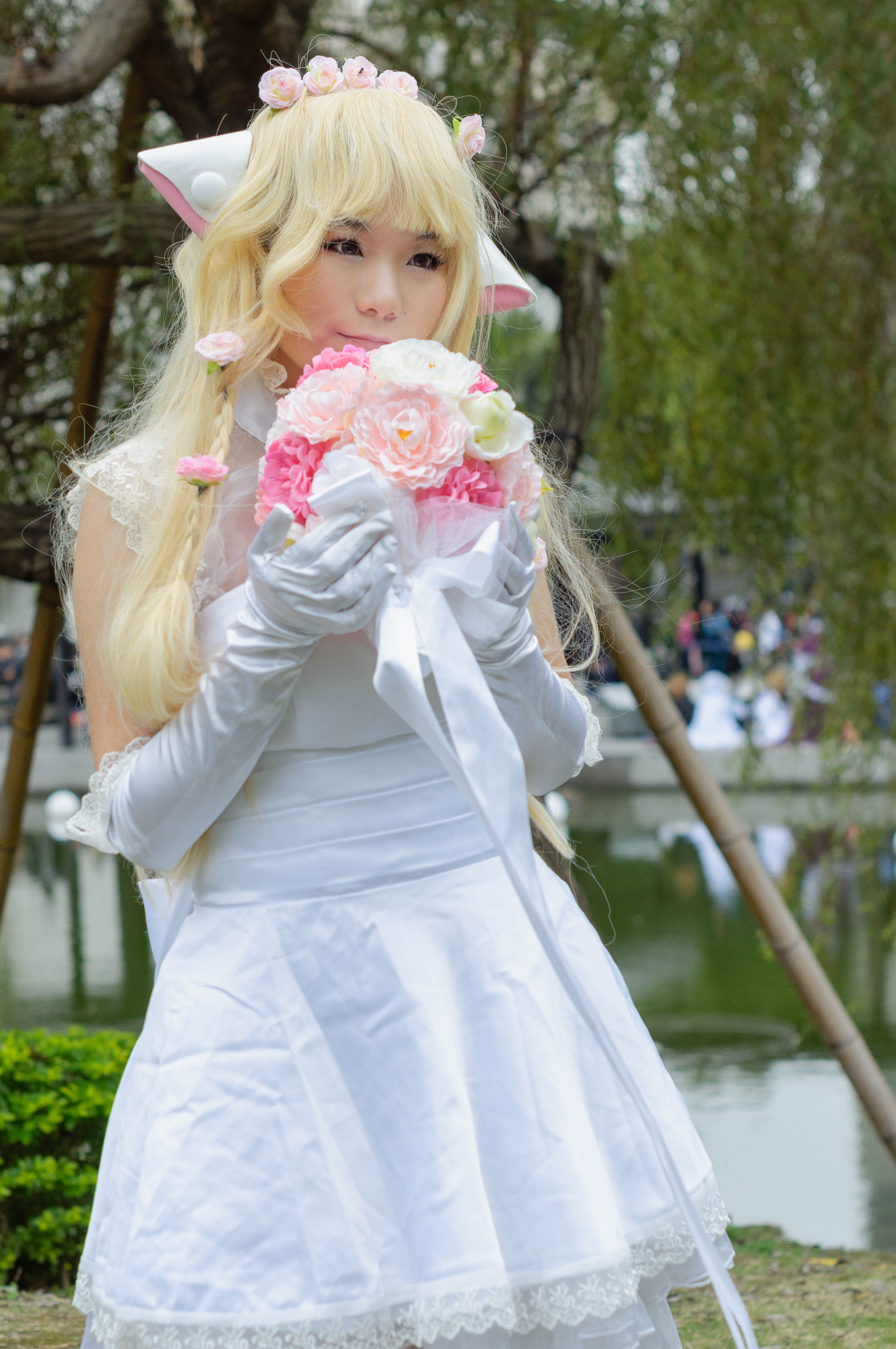
Представниця каваю

Кава́й, також каваї (kawaii, яп. 可愛い) — буквально милий, гарненький, це поняття, оціночна категорія, і навіть стиль. Феномен сучасної японської культури, звідки цей термін увійшов в лексикон аніме-шанувальників у всьому світі, в тому числі й українських. Первісно використовувався для опису милих інфантильних істот — дітей, маленьких тварин (добуцу), особливо дитинчат. Пізніше його значення розширилося, втім, це слово має помітно різні відтінки та сферу застосування власне в Японії та в інших країнах.
В Україні слово кавай та похідні від нього (кавайний, кавайність, каваїтися тощо) використовується серед любителів сучасної японської культури, перш за все аніме. Втім, зараз слово та поняття вже вийшло за межі любительської субкультури, хоч ще не стало загальноприйнятим словом молодіжного сленгу.

## Етологічне підґрунтя

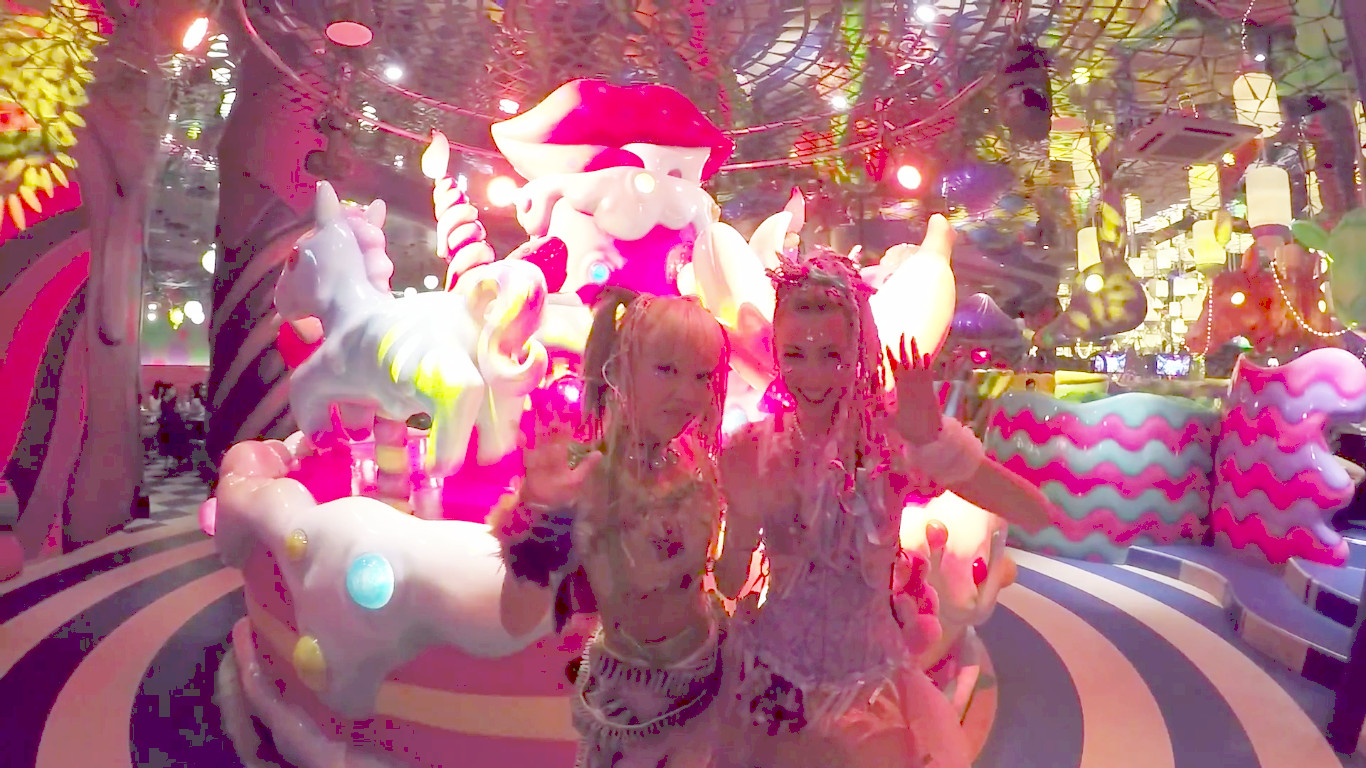

На відміну від уявлень про красу які можуть дуже відрізняються в різних культурах, така категорія як «милий», «гарненький» до певної міри більш універсальна. Маленькі діти (перш за все дівчатка), дитинчата тварин викликають в людей різних культур схожі емоції замилування. Подібна реакція для людей є природною та інстинктивною. За спостереженнями етологів для багатьох ссавців характерне позитивне сприйняття інфантильних рис які властиві дитинчатам. Такими рисами є непропорційно велика округла голова та обличчя, великі очі, недорозвинені щелепи та зуби, вкорочені та потовщені у порівнянні з пропоціями дорослих кінцівки, коротка але густа шерсть чи пух які стирчать дибки (пухнастість). З еволюційної точки зору подібна позитивна реакція легко пояснюється. Батьки які позитивно реагують на інфантильні риси, що є обов'язковими етапами розвитку в ссавців, краще дбають про дітей і навпаки інфантильніші та відповідно миліші діти отримували більше батьківської уваги. Оскільки у людей дітьми перш за все займаються жінки саме для них характерна сильніша реакція на миле.

## Етимологія слова
В японській слово кавай записується ієрогліфами 可愛い які означають «можливість, здатність» та «любити». Тобто кавай це буквально «здатність любити» або «те, що можна полюбити».

## Історія каваю як феномену

Літак Boeing 747 компанії «All Nippon Airways»

За бажання, те, що ми зараз назвали б каваєм можна знайти вже в «Записках в головах» Сей Сьонагон «…дуже мило коли дитина з довгим волоссям нахиляє голову на бік…». Втім, сучасний феномен дуже молодий і не має тривалої традиції. Ще покоління тому слово яп. 可愛い (kawaii) використовувалося лише для опису маленьких дітей, тварин та м'яких іграшок. В 1974 році «Sanrio Company» було створено знамениту торгову марку Hello Kitty. Кітті — дуже просто, навіть відверто схематично намальоване зображення кошеняти було класичним каваєм — велика округла голова, чіткі очі, коротенькі кінцівки. Вперше те про що говорили каваі стало явищем моди, а не просто іграшкою. Ті хто в дитинстві вважав Кітті милою, не змінили свого ставлення з віком.
В кінці 80-х в Японії було багато молодіжних банд. Підлітків, які гасали містами на мотоциклах і влаштовували бійки, засуджували дорослі, але на них орієнтувалася значна частина молоді. Саме тоді одна з фірм використала в своїй рекламній кампанії фотографії кошенят одягнутих в стилі хуліганів мотоциклістів. Самим малолітнім правопорушникам подібне не сподобалося, але їх подружки вважали, що ці кошенята дуже милі (каваі!). Щоб не втратити своїх дівчат хлопці були змушені змиритися з вторгненням каваю в їх субкультуру. Схожим чином експансія каваю продовжувалася й далі. Підприємці в рекламних кампаніях експлуатували миле, жінкам це подобалося, а чоловіки змушені були погоджуватися з проникненням рожевого та пухнастого в загальну культуру.
Зараз миле взагалі яп. 可愛さ (kawaisa) стало однією з найпомітніших рис сучасної японської масової культури. Елементи каваю зараз використовуються практично в усіх сферах життя, включно з найсерйознішими.

## Використання слова в Японії
Японське слово kawaii, (яп. 可愛い) перекладається українською як «мило», «милий». Однак слід враховувати, що походження, відтінки та сфера використання цих слів різна. В порівнянні з українським «милий», яке є звичайним нейтральним словом, японське каваі є значно специфічнішим. Перш за все слід враховувати, що ще зовсім недавно це слово використовувалося виключно щодо маленьких дітей та тварин і незважаючи на сьогоднішнє широке використання й досі зберегло відтінки зменшення. Також дуже важливою особливістю є фемінність поняття, в Японії каваі це слово яке використовують у першу чергу жінки і так само його можна використати щодо жінок. Для жінки характеристика каваі це комплімент, для чоловіка ні (порівняйте з нашим універсальним «милий»). Також дуже важливою для японців характеристикою цього слова є його суб'єктивність. Якщо людина називає щось гарним, красивим вона стверджує факт, який може відповідати чи не відповідати дійсності, громадському ставленню чи думці авторитетних для мовця людей. Говорячи ж з якогось приводу каваі японець, чи частіше японка, висловлюють лише власне сприйняття чогось. Це не твердження — це враження. Можливо саме ця суб'єктивність і стала однією з причин поширення феномену, бо в ієрархічному та колективіському японському суспільстві кавай став одним з способів прояву індивідуальності.
Зараз слово каваі в Японії використовується дуже широко, значно ширше ніж «милий» в українській. В багатьох випадках каваєм називають, те, що в нас назвали б забавним. Слід враховувати, що уявлення про миле різні, і окрім зрозумілих для нас дітей та маленьких тварин, є багато без сумніву милих для японців речей які в нас вряд чи б викликали подібну реакцію. Окрім того японці часто щодо жінок використовують «мила» там, де в Україні б сказали красива чи вродлива. Наприклад в аніме про дівчат та жінок частіше кажуть мила (каваі) ніж вродлива (кіре).

## Кавай в аніме

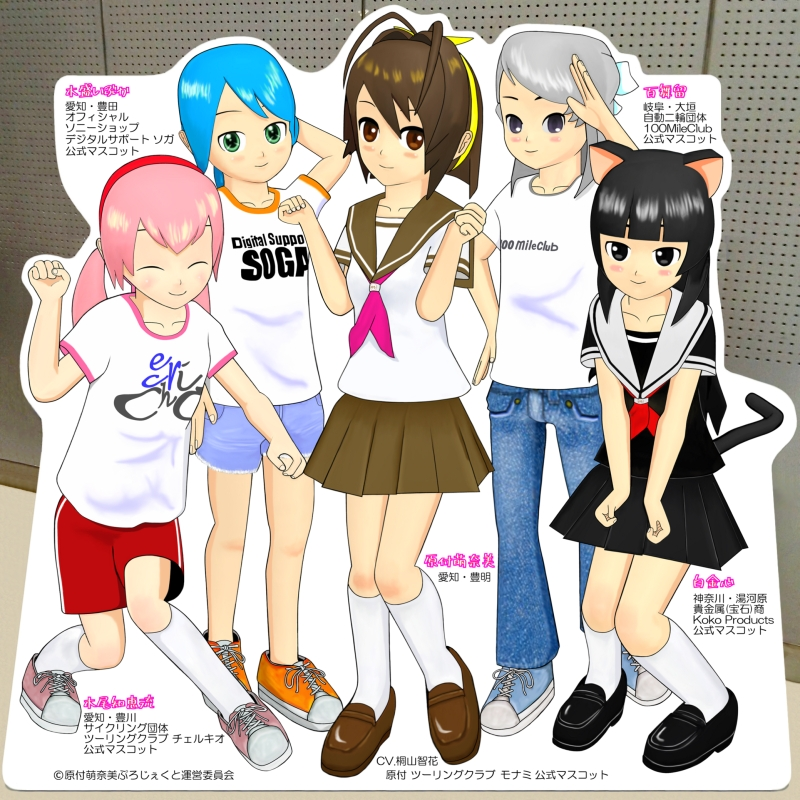
Приклад японського комерційного талісмана

Для підкреслення чи надання кавайного вигляду персонажу використовуються такі прийоми як зображення дуже великих, яскравих та блискучих очей, маленький рот та ніс, а також такі інфантильні риси як велика голова та вкорочені кінцівки.

## Запозичення та використання терміна в Україні
Японське слово 可愛い, (ромаджі kawaii) мало б транскрибуватися як «каваі» чи «каваїі». Однак у такій формі це слово має закінчення множини і незрозуміле керування. Тому в побуті слово прижилося в українізованій асимільованій формі «кавай» — і з прикметника стало іменником чоловічого роду II відміни. Як такий має відповідне керування та усі можливі похідні «кавайно, кавайність» та інші.
В Україні поява та поширення слова та поняття кавай пов'язане з поширенням аніме. Переглядаючи аніме-серіали, неможливо було не помітити намальованих у відповідному стилі персонажів та реакцію на них. Оскільки саме сприйняття милого для людей є природним, то нема нічого дивного в тому, що українські глядачі в більшості легко сприйняли кавай як стиль, манеру малюнку. Ставлення до каваю як явища різне. В українській культурі кавай як миле, гарненьке, так само як і мультиплікація ще далекі від емансипації. У суспільній свідомості це явища дитячі та несерйозні за визначенням, що не заслуговують на увагу нормальних дорослих людей. Саме тому ті, хто захоплюються аніме, у ставленні до каваю або ж усупереч загальній думці сприймають і те, й інше, або ж навпаки підкреслено не сприймають кавай і таким чином компенсують таке «відхилення» від норми як перегляд «японських мультиків».
Як і саме слово, поняття каваю в Україні в значній мірі пристосоване до місцевих умов і не є повним аналогом японської першооснови. Кавай осмислюється як дещо більш специфічний синонім слова «милий», тому він перейняв на себе більшість його відтінків. На відміну від Японії, в нас кавай не є яскраво фемінним і зовсім не має значення суб'єктивного враження. Окрім того, в Україні слово та поняття використовується, перш за все, у своїй первісній сфері — на означення маленьких дітей та тварин. Оскільки кавай запозичено через аніме, то застосовується воно переважно щодо його персонажів.